# Goa'uld

Semnul lui Apophis

Goa'uld este o rasă fictivă de extratereștri din franchiza militaro-științifico-fantastică Stargate, producție americano-canadiană. 
Rasa Goa'uld este cea mai mare amenințare extraterestră asupra Pământului, în primele opt sezoane ale serialului Stargate SG-1 grupate sub titulatura Stargate Command (SGC). 
Membrii Goa'uld sunt numiți peiorativ șerpii sau capete de șerpi de către Jack O'Neill. 
Goa'uld sunt dușmanii principali ai rasei Tau'ri (oamenilor) în majoritatea episoadelor din Stargate SG-1 până la apariția unei noi rase numită Ori în sezoanele 9 și 10. De asemenea, ei apar și în Stargate Atlantis, episodul Masă Critică și în filmul Stargate: Continuum. 

## Creatorii
Rasa Goa'uld a fost creată de scriitorii Dean Devlin și Roland Emmerich pentru filmul din 1994: Stargate. Rasa extraterestră nu avea niciun nume în acest film, prima mențiune a cuvântului Goa'uld apare în episodul pilot "Children of the Gods" (1997) al Stargate SG-1 unde Goa'uld sunt înfățișați ca rasa dominantă a galaxiei.

## Origine
Goa'uld sunt paraziți originali de pe planeta P3X-888 Unas, (în limba Goa'uld: ), integrați în sistemul nervos al unei gazde, de cele mai multe ori umană.
Creatura care rezultă prin această simbioză este foarte puternică, astfel încăt această rasă poartă o luptă de cucerire a galaxiei și de dominație, fără milă, compasiune sau remușcări.

## Limba Goa'uld

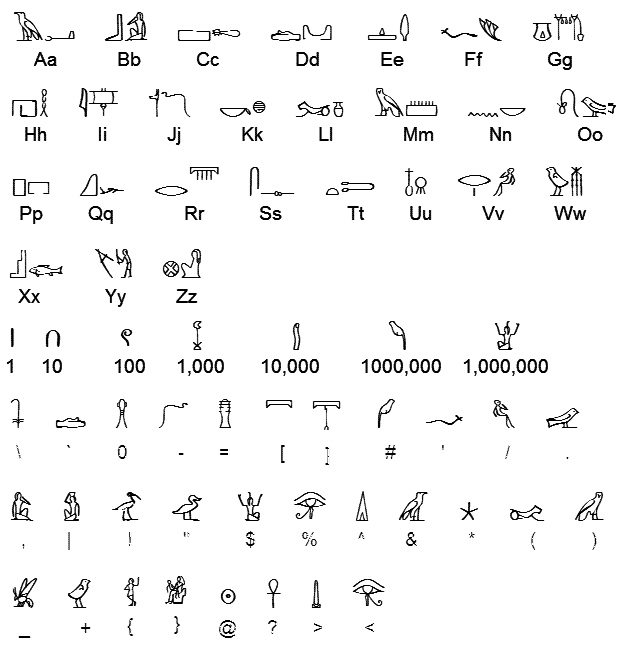
Alfabet "Goa'uld" utilizat în Stargate SG-1

Limba Goa'uld este aproximativ egipteana veche. Ea mai este vorbită și de oamenii aflați pe diferite planete sau de Jaffa.
Câteva cuvinte folosite în serial sunt: "chappa'ai" ("Poartă stelară"), "Tau'ri" (atât "Terra" cât și "pământenii", dar se poate traduce și ca "aceia care au fost primii", pentru a identifica planeta de origine a oamenilor folosiți ca gazde), "shol'va" ("trădător", formulă adresată frecvent lui Teal'c de diferiți Goa'uld sau Jaffa), și "kree" (cu mai multe înțelesuri "vino", "ascultă", "fii pregătit" sau "ia-l").
Alfabetul Goa'uld este format din glife, inspirate de hieroglifele din Egiptul Antic.

## Istoria
Extratereștrii Goa'uld au aterizat pe Pământ în Egiptul antic cu mii de ani în urmă și, dându-se drept zei, au transformat populația în sclavi și au creat propria cultură și religie, utilizând poarta stelară pentru a transporta forță de muncă pe alte planete locuibile. Extratereștrii au fost forțați să părasească Pamântul în urma unei revolte, iar poarta stelară a fost îngropată până la redescoperirea acesteia la Giza, în 1928.

## Societate

Semnul pe frunte purtat de adepţii lui Baal